# NFL Trivia Challenge
NFL Trivia Challenge is een videospel voor het platform Philips CD-i. Het spel werd uitgebracht in 1993. 